# 大分交通別大線
別大線（べつだいせん）は、かつて大分県大分市の大分駅前から別府市の亀川駅前までを、国道10号（別大国道）に沿って結んでいた大分交通の軌道線（路面電車）である。通称「別大電車」。
1900年（明治33年）に九州初の電気鉄道として開業。1927年（昭和2年）からの経営主体である別府大分電鉄株式会社（べっぷおおいたでんてつ）は1945年（昭和20年）の戦時統合で発足した大分交通の母体にもなった。末期まで黒字経営であったが、バス・乗用車の発達に伴い別大国道の混雑が問題視されるようになり、大分県の要請を受けて1972年（昭和47年）に廃止された。

## 路線データ
1969年3月当時
- 路線距離：大分駅前 - 亀川駅前間18.4km
- 軌間：1,067mm
- 複線区間：菡萏[注釈 1] - 両郡橋間除く11.8km
- 電化区間：全線（直流600V）
- 閉塞方式：タブレット閉塞式

別大線は大分駅前停留場から亀川駅前停留場までを結んだ全長18.4キロメートル (km) の軌道線（距離は廃止時）で、廃止時点では途中に32の停留場を設置。起点大分駅前側から見て両郡橋停留場を過ぎた地点に大分市と別府市の境界があり、両郡橋停留場までの14停留場が大分市内、次の東別府駅前停留場から終点亀川駅前までの20停留場が別府市内に位置した。また別大線はおおむね日豊本線に沿って敷設されており、日豊本線大分駅・西大分駅・東別府駅・亀川駅の4駅に対応してそれぞれ「駅前」停留場を置いていた。
複線区間は、起点側では大分駅前から菡萏停留場までの3.8km。新川停留場までは南北方向、新川から先は東西方向の道路に敷設された併用軌道でもあった。この区間は「大分市内」と呼ばれた。菡萏停留場から東別府駅前停留場までの7.3kmは別府湾に沿う国道10号の陸側（日豊本線側）に敷設された専用軌道区間で、うち両郡橋停留場までの6.6kmは単線区間であった。単線区間では、1951年（昭和26年）以降は白木停留場の先にあった仏崎離合所と別院前停留場の2か所で列車の行き違いを行った。残る東別府駅前から終点亀川駅前までの7.3kmは「別府市内」と呼ばれた区間で、全線複線であり亀川駅付近の専用軌道区間を除いて国道10号上に敷設されていた。
以上は最後まで（1972年まで）存在した路線であるが、それ以前には、「別府市内」区間の北浜停留場から西へ日豊本線別府駅方向に向かう0.5kmの支線が存在し、終点に別府駅前停留場が設けられていた。この支線は1956年（昭和31年）10月に廃止されている。

## 歴史
別大線は京都電気鉄道・名古屋電気鉄道・大師電気鉄道・小田原電気鉄道に続く日本で5番目の電気鉄道である。豊州電気鉄道という会社により建設され、1906年（明治39年）に豊後電気鉄道が引き継ぎ、その後1916年（大正5年）合併により九州水力電気へ、1927年（昭和2年）事業譲渡により別府大分電鉄へと渡り、1945年（昭和20年）より廃止まで別府大分電鉄が社名を変更した大分交通により運営された。

### 豊州電気鉄道・豊後電気鉄道時代
別大線を建設した豊州電気鉄道株式会社は、1894年（明治27年）11月20日に軌道敷設特許を得たのを受けて2年後の1896年（明治29年）8月5日に設立された。発起人は地元や愛媛県の実業家である。さらに4年後の1900年（明治33年）5月10日に、豊州電気鉄道は別府停留場（別府町字南町）から堀川停留場（大分町字堀川）に至る、全長6マイル56チェーン（約10.78km）の電気鉄道を開業させた。これが別大線で最初に開業した区間である。
その後路線は大分町側で延伸され、1901年（明治34年）11月29日に堀川から荷揚町停留場まで開業し、翌1902年（明治35年）4月15日には南新地停留場（後の竹町通）まで延伸された。また旅客輸送専門であったが1902年5月から貨車が導入され、貨物輸送も開始された。さらに1904年（明治37年）8月からは兼業として電気事業にも進出している。
こうした事業拡大にもかかわらず、経営面では業績を伸ばすに至らず、経営不振から経営陣の頻繁な交代や株主間の対立など社内は混乱するようになる。そのような中で元役員を中心とする債権者が大分地方裁判所に対し会社の破産申請の訴訟を起こし、1904年（明治37年）に豊州電気鉄道は破産宣告を受けてしまう。
その後同社は債権者に財産一切を譲渡して負債を消却するという破綻処理をとることとなり、1906年（明治39年）1月30日の臨時株主総会で会社解散を決議した。そして同年1月4日に新会社豊後電気鉄道株式会社が設立され、破綻した豊州電気鉄道から事業一切を引き継いで経営の再建に着手した。
新体制となった豊後電気鉄道では積極経営を展開し、線路・車両の改修や電気事業の拡大を図った。豊後電気鉄道時代に路線の延伸はなく、その反面電気事業は水力発電所の新設など拡大したため、収入面では電気事業収入が著しく伸長し、大正初期には全収入の7割近くを占めるようになっている。

### 九州水力電気時代
1916年（大正5年）3月、豊後電気鉄道は当時福岡・大分両県で積極的な事業統合を展開していた九州水力電気株式会社という電力会社に合併された。同社は福岡市内の路面電車（旧博多電気軌道線）も経営していたことから、これと区別するため旧豊後電気鉄道線は「大分電鉄線」とされた。
九州水力電気の時代になると再び路線延伸が進んだ。まず大分市側で延伸され、1917年（大正8年）7月7日付で外堀（外濠）停留場まで開業し、さらに1919年（大正8年）2月24日付で大分駅前停留場まで開業して大分駅前への乗り入れを果たした。1922年（大正11年）3月7日には、警察署前停留場と菡萏停留場間に、海岸寄り（新川停留場）経由の新線が開業する。堀川経由の旧線はしばらく残されたが、道路幅が狭く危険であるとして沿線町内会の反対を押し切り1925年（大正14年）12月に営業を停止している。一方別府市側では、1922年11月25日付で別府停留場が移設され、大阪行きの船が発着する別府港桟橋まで延長された。
こうした設備投資の一方で、九州水力電気全体で見ると福岡の電鉄線を含む鉄道事業が占める収益面での重要度は低く、なおかつ大分電鉄線の経営は不振であった。このため1926年（大正15年）12月に電気事業以外の兼営部門の整理を決定した。

### 別府大分電鉄時代
大分電鉄線を整理するにあたり、同線の経営に興味を持った中央別府温泉土地（本社は大阪）の社長清水栄次郎と、清水に仲介を求められた阪神急行電鉄社長小林一三が会社に事業独立の話を持ち掛けたことから、新会社の設立準備は阪神急行本社内で進められ、1927年（昭和2年）6月24日開催の新会社創立総会も同社本社にて開催された。こうして新会社別府大分電鉄株式会社を発足する。資本金は200万円で、全4万株のうち2万株を九州水力電気が引き受けた。初代社長には清水が就いた。そして同年6月30日付で別府・大分間の鉄道線は九州水力電気から別府大分電鉄へ譲渡された。
新体制となった別府大分電鉄では、別府市の北側、亀川町への路線延伸に着手し、1928年（昭和2年）2月に亀川延伸の軌道敷設特許を取得した。そして翌1929年（昭和4年）5月1日、その第1段階として既設別府桟橋停留場から境川停留場までの区間と、その途中の北浜停留場から別府駅前停留場へ至る別府駅連絡用の支線を開業させた。残る境川から亀川新川停留場までの区間は1930年（昭和5年）12月1日に開業している。車両については、九州水力電気からの継承客車が29両あったが、老朽化が進んでいたためボギー車への置き換えを進め、1928年に10両、1929年に5両、1932年（昭和7年）にも1両と、順次ボギー車を増備して近代化を進めた。
また経営の多角化も進展した。まず1920年代になって参入が相次いでいた路線バス事業へと進出し、1927年11月30日に別府・大分間で運行されていた個人経営バスの営業権を買収した。バス兼営は電車乗客の流出防止を目的としていたが、その後別府と杵築を結ぶバスの営業権も買収し、電車沿線以外にもバス路線網を拡大していった。その結果、1932年末時点で車両19台により5路線を運転するに至った。ただし1933年（昭和8年）5月28日、別府・杵築間のバス事業統合を目的として別杵自動車が発足するとこれに参加し、同社へ同線とバス7台を譲渡している。バス以外では、別府市内の別荘地「鶴水園」での食堂経営（1928年4月開店、1931年3月閉店）や亀川での天然砂場運営（1933年11月開業）を手掛けていた。
1940年（昭和15年）、大分県への進出を強める北九州の九州電気軌道（後の西日本鉄道）が九州水力電気より別府大分電鉄の株式を買収し、別府大分電鉄を傘下に収めた。同年5月30日には同社社長の村上巧児が清水に代わって2代目社長に就任している。この時期は日中戦争下であり、鉄道事業では資材不足によって車両増備ができなくなり、1941年（昭和16年）には廃車や車両売却によりボギー車16両・単車12両での運行へと体制縮小を余儀なくされた。しかし中古レールを活用することで1942年（昭和17年）3月3日に亀川駅前乗り入れ（亀川新川 - 亀川駅前停留場間の延伸）を果たしている。一方バス事業は運行状況がより悪化しており、戦時下の燃料統制のため運行が困難となって1939年（昭和14年）6月に電車並行線が休止となったのを皮切りに路線休止が相次いだ。バス事業は最終的に、1945年（昭和20年）1月に残存路線（大分 - 木ノ上間）と車両8台を大分バスへと譲渡して撤退した。

### 大分交通時代
太平洋戦争開戦後の1942年8月、鉄道省による私鉄・バス会社の企業統合に関する通牒をうけて大分県でも交通事業統合にむけた動きが始まり、県内を県北・県南・日田の3ブロックに分割してそれぞれの域内で統合に向けた準備が進められた。うち別府大分電鉄の事業地域である県北エリアの統合では、別府大分電鉄を母体としてこれに各社を吸収合併させる案が採用され、1943年（昭和18年）4月に統合に関する覚書交換、翌1944年（昭和19年）11月には宇佐神宮での合併契約調印と進んだ。そして大戦末期の1945年（昭和20年）3月1日付で合併に関する当局の認可が下り、4月20日に開催された大分市での合併報告総会をもって合併が成立した。合併に参加したのは存続会社となった別府大分電鉄と、耶馬溪鉄道・宇佐参宮鉄道・豊州鉄道・国東鉄道・宇佐参宮自動車・別杵自動車の7社であり、合同によって大分交通株式会社が成立した。
大分交通成立により旧別府大分電鉄の鉄道路線は同社「別大線」となった。別大線における輸送量のピークは終戦直後の1946年度から1947年度にかけてに出現し、戦前は600万人台であった年間利用者数は一挙に1500万人台へと跳ね上がった。当時の車両は別府大分電鉄時代からの1型12両・100型16両の28両で、戦災にあった1両も戦後すぐ復旧していたが、それでも車両が不足するため名古屋市電から単車を5両購入している。
終戦から日が経ち電車以外の交通機関の輸送状況が好転するにつれて、併走する国鉄日豊本線や自動車との競争が激しくなり、別大線の乗客は減少傾向となった。対策として1951年（昭和26年）6月、単線区間の交換場所変更と車両歯車比変更による速度向上を実施し、全線の運転時間を54分から50分へと短縮した。また観光地として沿線の高崎山が脚光を浴びたため最寄の別院前停留場を改修し、長距離客に同停留場での途中下車を認可するなどの観光客誘致策を実施している。
車両面では1949年（昭和24年）に1932年以来の新車となる200形5両を導入したのを皮切りに、1954年（昭和29年）に300形2両、1956年（昭和31年）から1959年（昭和34年）にかけて500型7両を導入した。これらの新車は輸送力を増やすため連結運転可能な仕様とされ、その後在来車の100型も連結運転に対応するよう改造された（150型）。こうした輸送力増強の一方で、北浜から別府駅前へ伸びる500メートルの支線は1車両平均9人と利用が落ち込んだため、別府市の撤去要望に応える形で1956年10月18日限りで廃線となった。
1960年代に入っても別大線の年間輸送人員は1200万人を超えており、朝ラッシュ時の輸送力増強を目的として1962年（昭和37年）に2車体連接の1000型1編成が登場、さらに翌1963年（昭和38年）には2両を背中合わせに連結した大型車1100型2編成も導入された。しかしながらピークは長く続かず、モータリゼーションの進展によって1964年度の年間1353万人を頂点に翌年度以降輸送人員は毎年減少していき、1969年度には年間1000万人を下回って別大線の営業収支は赤字に転落した。収支悪化に対処するため別府市内運転の減便、大分市内運転のワンマン運転実施（1968年9月）、夜間の減便と終電繰り上げ（1969年11月実施）といった措置が採られたが、経営を改善させるには至らず赤字幅は拡大する一方で、年間輸送人員も1971年度には813万人へと低落した。
電車利用減の反面、別大線のうち半分以上が併用する国道10号では自動車交通が激増したため、大分県では軌道を撤去して国道を2車線から4車線へと拡幅し交通緩和を図ることが適切と判断、1971年（昭和46年）12月に大分交通に対して別大線の撤去を要請した。これに続いて1972年（昭和47年）3月7日に別府・大分両市も撤去を要請する。これらの要請を受けて大分交通は3月8日に軌道撤去を当局へ申請。27日に廃止認可を得て、4月4日限りで別大線全線を廃止した。
この軌道線の廃止に伴い、多数あった大分交通の鉄軌道路線は耶馬渓線を残すのみとなったが、それも1975年10月1日に廃線となり県下の鉄道路線はケーブルカーを除けば国鉄線（→JR九州）のみになり、この状態が現在も続いている。

### 年表
- 1894年（明治27年）11月30日 : 別府・大分間の軌道敷設特許[11]。
- 1896年（明治29年）8月5日 : 豊州電気鉄道株式会社設立[4]。
- 1897年（明治30年）4月28日 : 工事施工許可[24]。
- 1900年（明治33年）5月10日 : 最初の区間である別府停留場 - 堀川停留場間が開業[5][11]。
- 1901年（明治34年）11月29日 : 堀川停留場 - 荷揚町停留場（後の県庁前）間が延伸開業[5][11]。
- 1902年（明治35年）4月15日 : 荷揚町停留場 - 南新地停留場間（後の竹町通）が延伸開業[5]（3月11日開業とも[11]）。
- 1906年（明治39年）1月4日 : 豊後電気鉄道株式会社設立、豊州電気鉄道の一切の事業を承継[7]。
- 1916年（大正5年）3月28日 : 九州水力電気株式会社が豊後電気鉄道を合併[25][9]。路線は同社の「大分電鉄線」となる[9]。
- 1917年（大正6年）7月7日 : 南新地停留場 - 外堀（外濠）停留場間が延伸開業[5]。
- 1919年（大正8年）2月24日 : 外堀停留場 - 大分駅前停留場間が延伸開業し、大分駅前に乗り入れ[5][11]。
- 1922年（大正11年）3月7日 : 警察署前停留場 - 菡萏停留場[注釈 1]間に、海岸寄り（新川停留場）経由の新線が単線で開業[5][11]。同時に大分駅前 - 警察署前間を複線化[11]。
- 1922年（大正11年）11月25日 : 脇浜停留場から先の線路を海岸よりの新設道路に付け替え、別府停留場を移設（後の別府桟橋）[5][11]。
- 1925年（大正14年）12月31日 : 警察署前 - 堀川 - 菡萏間の旧線のうち堀川 - 菡萏間撤去[5][11]。残る警察署前 - 堀川間は車庫線に[5]。
- 1927年（昭和2年）6月24日 : 資本金200万円で別府大分電鉄株式会社設立[14]。
- 1927年（昭和2年）6月30日 : 九州水力電気、別府大分電鉄へ路線を譲渡[14]。
- 1928年（昭和3年）2月21日 : 別府市大字別府から速見郡亀川町へ至る区間の軌道敷設特許[26]。
- 1928年（昭和3年）2月25日 : 別府市北町から同市不老町へ至る区間の軌道敷設特許[27]。
- 1929年（昭和4年）5月1日 : 別府桟橋停留場 - 境川停留場間が複線で延伸開業し、同時に北浜停留場 - 別府駅前停留場間の支線も開業[5][11]。大分市内区間（警察署前 - 菡萏間）と別府市内区間（東山＝後の東別府駅前 - 別府桟橋間）複線化[11]。
- 1929年（昭和4年）7月16日 : 車庫移転に伴い警察署前 - 堀川間の車庫線廃止[5][11]。
- 1930年（昭和5年）12月1日 : 境川停留場 - 亀川新川停留場間が複線で延伸開業[5][11]。
- 1938年（昭和8年）11月19日 : 両郡橋 - 東別府駅間複線化[11]。
- 1942年（昭和17年）3月3日 : 亀川新川停留場 - 亀川駅前停留場間が複線で延伸開業[5][11]。
- 1945年（昭和20年）4月20日 : 交通事業統合により別府大分電鉄は大分交通株式会社へ社名変更。同社の「別大線」となる。
- 1956年（昭和31年）10月19日 : 支線北浜 - 別府駅前間廃止[5][11]。
- 1958年（昭和33年）2月25日 : 大分駅前停留場移設のため駅前から外堀交差点までの区間で線路移設[11]。
- 1961年（昭和36年）10月26日 : 仏崎トンネル出口付近で豪雨による土砂崩れに巻き込まれて電車205号が埋没。乗客31人死亡、乗員乗客36人が重軽傷を負った[28]。
- 1966年（昭和41年）10月1日 : 一部車両（503 - 507号）をワンマン運転化。
- 1968年（昭和43年）9月1日 : 大分市内線ワンマン運転化。
- 1971年（昭和46年）12月 : 大分県が大分交通に対し別大国道交通緩和のための別大線撤去を要請。
- 1972年（昭和47年）4月5日 : 全線廃止[5][11]。

## 運行形態
運行系統は4つあり、全線を運行する大分駅前 - 亀川駅、大分市内系統の大分駅前 - 菡萏、入出庫系統の大分駅前 - 新川、別府市内系統でラッシュ時のみ運行されていた亀川駅 - 東別府があった。なお運行形態は廃止時まで変更はなく、運行最終日は亀川駅23:04発大分駅行きが最終便となった。

## 停留場一覧
1969年3月当時
大分駅前 - 竹町 - 官公街勧銀前 - 新川 - 浜町 - 春日浦 - 王子町 - 専売公社前 - 西大分 - 菡萏 - 白木 - 仏崎離合所（信号場） - 田ノ浦 - 別院前 - 両郡橋 - 東別府駅前 - 浜脇 - 永石通 - 別府桟橋 - 北浜 - 仲間通 - 富士見通 - 境川 - 餅ヶ浜 - 国際観光港 - 春木川 - 深町 - 六勝園 - 聖人ヶ浜 - 遺族会館前 - 照波園 - 弁天前 - 亀陽泉前 - 亀川新川 - 亀川駅前
大分駅前 - 菡萏、東別府駅前 - 亀川駅前が併用軌道、菡萏 - 東別府駅前が専用軌道。1956年までは、北浜から分岐して別府駅前までの支線（大分県道32号別府停車場線上に併用軌道として敷設）も存在した。

## 接続路線
- 大分駅前停留場：日豊本線・久大本線・豊肥本線（大分駅）
- 西大分停留場：日豊本線（西大分駅）
- 東別府駅前停留場：日豊本線（東別府駅）
- 別府駅前停留場・北浜停留場：日豊本線（別府駅）
- 亀川駅前停留場：日豊本線（亀川駅）

## 車両

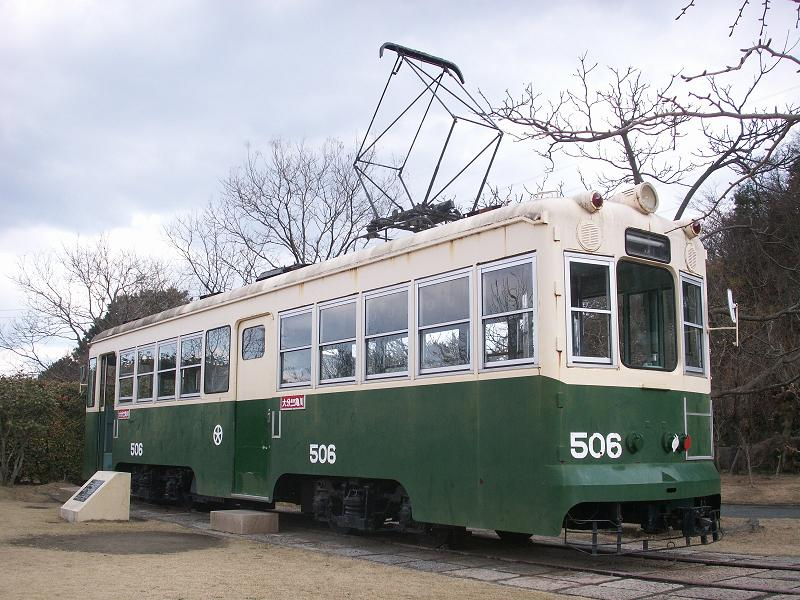
506号車（佐野植物公園、2009年）

### 廃止時
- 在籍33両
- 150型・200型・300型・500型はトムリンソン式密着連結器を備えた総括制御車
- 100型以外は間接自動制御車

100型 （101-116）
半数は150型に改造され廃止時は102・104-107・110・111・115であった
11,887×3,087×2,336mm、自重14.2t、定員80（座席32）名、日車C系台車
150型（151・153・158・159・161・163・164・166）
旧100型を重連対応の総括制御に改造し車番に+50番を付けた
12,387×3,087×2,336mm、自重15.3t、定員80（座席32）名、日車C系台車
200型 （201-204）
205は上記の1961年の土砂崩れ災害により事故廃車
12,920×3,788×2,300mm、自重17.6t、定員90（座席40）名、日立KL21B台車
300型 （301・302）
12,920×3,828×2,300mm、自重16.9t、定員90（座席42）名、東洋工機TK201台車
500型
（501・502） 12,920×3,894×2,300mm、自重17.0t、定員90（座席38）名、東洋工機TK202台車
（503-507） 12,920×3,894×2,300mm、自重17.2t、定員90（座席38）名、近車KD202台車
1000型連接車 （1001AB）
[9,250×2]×3,894×2,280mm、自重[10.9×2]t、定員140（座席56）名、川崎611AB台車
1100型永久連結車 （1101AB・1102AB）
25,600×3,894×2,280mm、自重33.2t、定員200（座席80）名、近車KD50台車（シュリーレン方式）

### それ以前の在籍車
旧1型（13両）
付随客車（5両）
新1型（10両?）
7580型 （7581-7585）
旧名古屋市電

### 保存車
- 506号（ワンマン改造）：大分市・道の駅たのうららに保存。施設オープン（2024年7月）時から屋内で公開されており、動態展示も可能な状態となっている[29][30]。1996年まで若草公園に、2022年まで大分市立佐野植物公園に保存されていた。

#### 保存後解体
- 501号：大分市・西大分公園（2004年に解体）
- 502号：別府市・亀川浜田公園（1992年に解体）
- 503号（ワンマン改造）：大分交通新川車庫（解体）
- 300型：宇佐郡院内町（解体）

また、大分交通本社には敷石とレールを使ったモニュメントがある。

### 譲渡車
504, 505号
岡山電気軌道3501・3502号となるが、1982年に車体更新され7201・7202号となる。

## 事故
1961年（昭和36年）10月26日午後2時52分ごろ、大分駅前発亀川行きの電車（200形205号）が走行中に土砂崩れに巻き込まれる事故があった。当時この地方では早朝から雨が降り始め、午前10時ごろから雨が激しさを増していた。そのような集中豪雨の中で電車が単線区間の仏崎離合所を出て仏崎のカーブを約20キロメートル毎時で徐行運転していたところ、線路左手にある高さ8メートルの崖上から約100立方メートルの土砂ならびに大木が落下し、走行中の電車はV字型に押しつぶされ土砂に埋没した。この事故で車内中央部にいた乗客のうち31名が死亡し38名が重軽傷を負った。同日は杵築市方面を走る大分交通国東線でも集中豪雨の被害があり鉄橋流出などの被害で一部区間が不通となった。
事故後、遺族により結成された遺族会が大分交通に対し総額1億2000万円の損害賠償を請求する民事訴訟を起こし、会社側の責任を追及して争った。この裁判は最終的に1964年（昭和39年）5月20日、会社側が補償金を支払うことで和解している。また1962年（昭和37年）1月、大分県警が会社側の防災工事に関して設計・施工・維持管理に過失があったとして本社土木課長と大分営業所保線区長を業務上過失往来妨害と業務上過失致死傷の疑いで書類送検したが、1964年8月1日付で不起訴処分となった。

## 関連商品
- DVD：「さようなら別大電車」DVD 別府8ミリクラブ 撮影（吉永カメラ・2007年発売）※1972年製作、別府市北浜の吉永カメラでのみ販売中